# Steilhangquellmoor bei Nutz

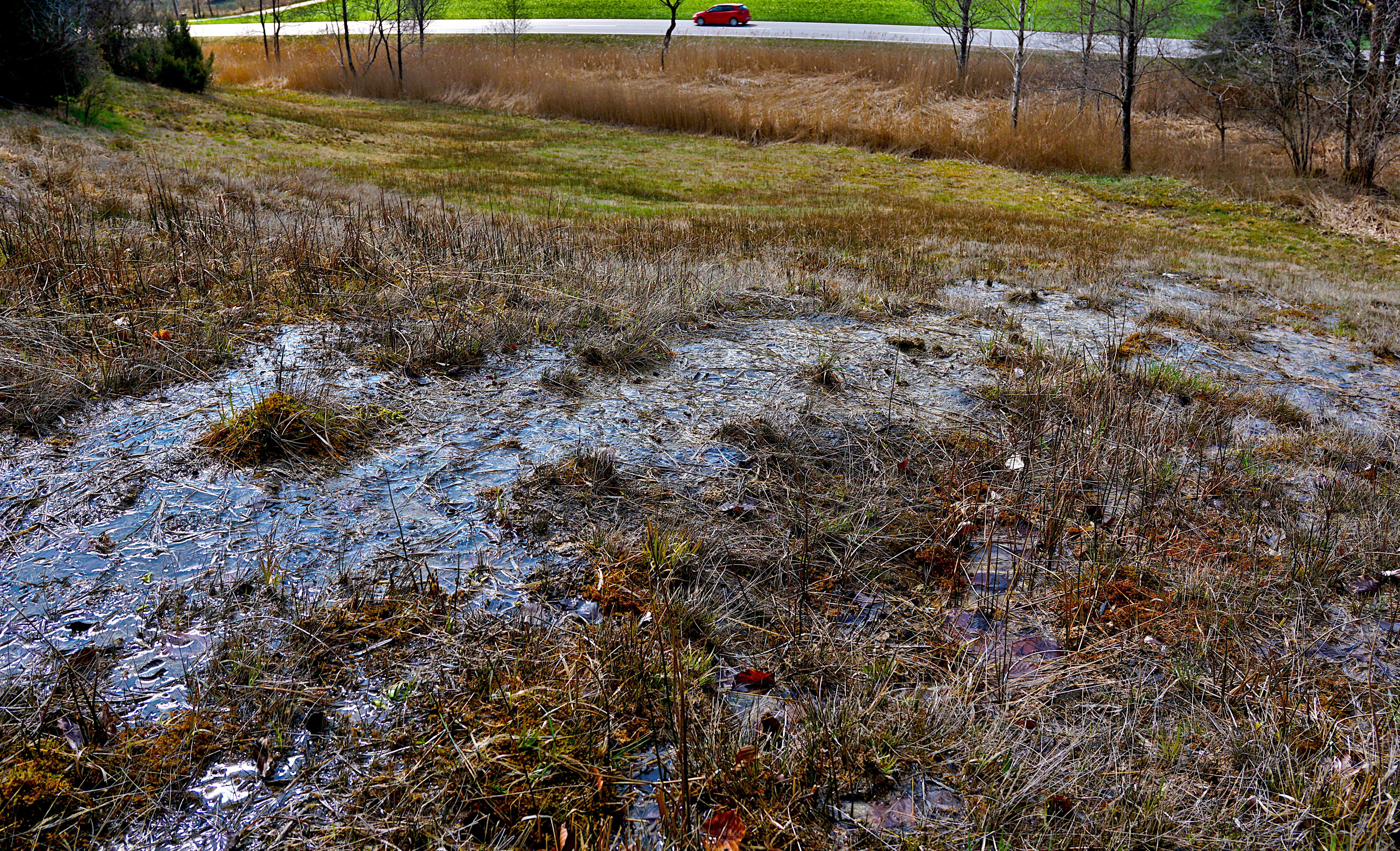
Steilhangquellmoor bei Nutz

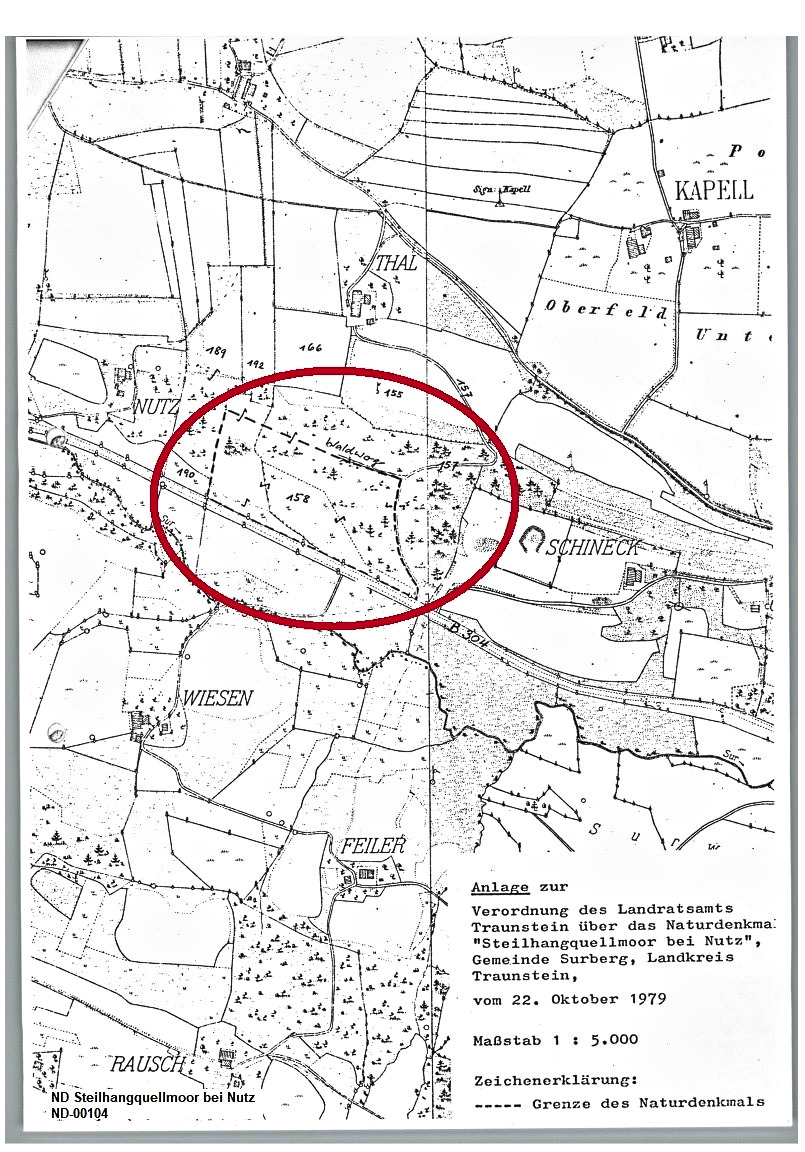
Lageplan Amtsblatt

Das Steilhangquellmoor bei Nutz in der Gemeinde Surberg ist ein 3,44 ha großes flächenhaftes Naturdenkmal im Landkreis Traunstein.
Es erhielt im Oktober 1979 durch Verordnung des Landratsamtes Traunstein den Schutzstatus und wird vom Bayerischen Landesamt für Umwelt unter der Nummer ND-00104 gelistet.

## Schutzzweck
Das Moor ist als flächenhaftes Naturdenkmal zu schützen, da es sich hier um ein wertvolles Steilhangquellmoor mit seltenem Pflanzenbestand handelt und die Erhaltung deshalb wegen seiner Eigenart und seiner ökologischen, wissenschaftlichen und geschichtlichen  Bedeutung im öffentlichen Interesse liegt.